# Huaquis
El Pueblo Antiguo de Huaquis, también conocido como San Agustín de Guaquis o simplemente Huaquis, es un sitio arqueológico de los Andes centrales que tuvo ocupaciones humanas continuas desde el periodo Intermedio Tardío (aprox. siglo X d. C.) hasta el periodo republicano (siglo XX d. C.). Está ubicado entre la margen derecha del río Cañete y la margen izquierda del río Miraflores dentro de la Reserva Paisajística Nor Yauyos-Cochas. Se encuentra en el distrito de Miraflores, provincia de Yauyos y departamento de Lima, en Perú. Ha sido declarado Patrimonio Cultural de la Nación con el nombre de Pueblo Antiguo de Huaquis mediante RDN n.º 845/INC-1999.
Huaquis fue construido y habitado por los Yauyos entre los siglos X y XIV. Posteriormente, fue anexado por el Tahuantinsuyo a finales del siglo XV. Durante el Virreinato del Perú, el pueblo fue convertido en una reducción de indios, formó parte de la repartición de Laraos dentro del corregimiento de Yauyos y, desde entonces, fue bautizado con el nombre de San Agustín de Guaquis. Finalmente, ya establecida la República del Perú, Huaquis continuó siendo habitado durante un siglo; sin embargo, dada su accidentada ubicación, toda la población se trasladó al recién fundado pueblo de Miraflores quedando el pueblo desocupado en 1919.

## Descripción
El Pueblo Antiguo de Huaquis es un sitio arqueológico ubicado a 3750 m s. n. m. sobre el cerro Huamanchurco —o cerro Cullune Punta según la Carta Nacional— a una distancia lineal de 2,8 km al SEE de la plaza del distrito de Miraflores. Se puede llegar al sitio realizando una caminata de 4 km —de 60 minutos aproximadamente— partiendo desde la plaza hasta llegar a la entrada del sitio. El conjunto arquitectónico de Huaquis —conformado por una iglesia, construcciones de grandes dimensiones, espacios públicos y recintos domésticos— tiene una extensión aproximada de 7 hectáreas, mientras que su área agrícola —llamada El Gran Maizal— tiene entre 40 y 50 hectáreas conformada por una sucesión de terrazas.
La técnica constructiva común en Huaquis es la mampostería de piedra sin labrar con argamasa de barro. Al lado sur de la plaza de forma irregular se encuentra la iglesia colonial y su torre exenta con campanario. Al noroeste, sobre una pequeña cima, se encuentra una construcción de tres cuerpos y patio amplio; esta edificación es de época republicana y es donde funcionó la escuela de varones. En la esquina suroeste, al lado oeste de la iglesia, se encuentra una estructura de planta rectangular; en este espacio es donde funcionó el hospital colonial. Al oeste, en un recinto alargado, funcionó la cárcel. A pocos metros de aquí, en la misma dirección, empieza la calle Este-Oeste de 371 metros de largo, empedrada en su mayor parte, que recorre el pueblo de extremo a extremo. La calle Norte-Sur, que empieza desde la parte más alta, divide verticalmente el pueblo en sus 98 metros de recorrido mediante una secuencia de escalones.
Estas dos calles dividen el pueblo de Huaquis en cuatro barrios cuyas casas están construidas sobre una secuencia de terrazas comunicadas por pasadizos y caminos sobre una pendiente de casi 40 grados. Las viviendas tienen diferentes tamaños, si bien la mayoría tiene en común la presencia de dos o tres recintos de planta rectangular con patio alargado. Estos recintos tenían techos a dos aguas hechos de ichu y estaban soportados por vigas de madera. El primer nivel servía de comedor, cocina y dormitorio, mientras que el segundo nivel —justo cercano al techo— servía de depósito para almacenar alimentos deshidratados, víveres y otros productos. El patio cumplía dos funciones principales: por un lado, tenía un pequeño espacio que servía como corral, mientras que otro espacio era utilizado como tendal para secar los alimentos al sol.

## Puntos de interés
Las estructuras arquitectónicas son evidencias de las distintas ocupaciones humanas que han habitado este pueblo. Las más significativas son las que se mencionan a continuación.

#### Viviendas prehispánicas (aprox.s.X–XV)
Son de forma rectangular construidas de piedra con techo a dos aguas, ventanas pequeñas y un único acceso. El primer nivel era utilizado como dormitorio, cocina y comedor; el segundo nivel, para almacenar productos y alimentos. Podían incluir un patio, un tendal para secar alimentos —como papa, mashua y oca— y un cuyero.

#### Cruce de calles (aprox.s.X–XV)
Las casas fueron construidas basándose en dos calles principales que dividen el pueblo en cuatro barrios. La calle principal Este-Oeste empieza en la plaza Huairona y termina al final del pueblo. La calle Norte-Sur empieza en la parte alta del pueblo y, mediante una serie de peldaños, recorre la pendiente del cerro.

#### Templo y torre campanario (sigloXVI)
Los retablos estaban decorados con motivos florales de yeso y trazos rojos; mientras que las paredes, con ocre rojizo. La sacristía se ubicaba al este del altar y el coro en un segundo nivel al cual se accedía por una escalera en la esquina noroeste del templo. La torre exenta tenía tres campanas que servían para llamar a misa y asamblea.

#### Hospital colonial (sigloXVI)
En un documento de 1586, escrito por el corregidor de Yauyos, Diego Dávila Briceño, consta que ya habían sido construidos un templo y un hospital en cada pueblo de su corregimiento. El hospital contaba con cocinas de leña en su lado oeste para alimentar a los enfermos. Siglos después, de acuerdo con habitantes locales, el hospital fue usado como cementerio en la época republicana.

#### Cárcel (sigloXVI-XVII)
La cárcel estaba conformada por una construcción de planta alargada de dos niveles. Esta división permitía agrupar a los varones en un nivel y a las mujeres en otro. Según un documento de 1621 del Archivo Arzobispal de Lima, un sacerdote inició un juicio contra tres curanderos de Huaquis acusados de idolatría. Teniendo las pruebas, le ordenó al fiscal de la doctrina encerrarlos en la cárcel. Este documento también narra las prácticas curativas de estos personajes llamados Cristóbal Curis Anampa, Domingo Parian e Inés Cancho Molloc.

#### Colegio (sigloXIX–XX)
Fue construido en época republicana y albergó a los estudiantes varones. Inicialmente, funcionó en un ambiente cercano a la plaza, probablemente el antiguo hospital colonial, pero luego se construyó un local propio de tres ambientes con patio largo. Las mujeres, en cambio, estudiaban en la plaza Huairona sentadas en la gradería del atrio del templo.

## Historia

### Época Yauyos – Intermedio Tardío (s.X–XV)
Los Yauyos fueron una macroetnia conformada por varios grupos de pueblos vinculados por el culto al apu Pariacaca; sin embargo, entre estos grupos existían diferencias culturales e, incluso, hablaban diferentes lenguas. La historiadora María Rostworowski los describe como un conjunto de pequeños señoríos con varios pueblos agrupados, cada uno con su propio curaca —señor étnico local— y principales. Estos, a su vez, estuvieron bajo un poder centralizado al mando de un curaca principal, el cual residía en Huarochirí.
Una ventaja de los Yauyos fue el control que tuvieron sobre el agua de manantiales y lagunas que irrigaban los valles de los costeños. Huaquis fue construido sobre un acantilado, en una zona de difícil acceso, debido a la guerra continua por el control de tierras y fuentes de agua, así como por los constantes asedios que se producían entre las sociedades de la costa y la sierra centrales entre los siglos X y XV. Según el historiador Waldemar Espinoza, había un estado de inseguridad y guerra permanente entre los señoríos y reinos antes del imperio de los incas. La ubicación de Huaquis fue estratégica en términos de defensa ya que sus habitantes podían divisar cualquier movimiento que se produjera alrededor de ellos; sin embargo, significaba también una desventaja ya que dificultaba el acceso de los pobladores y la disponibilidad inmediata de agua.
De acuerdo con información brindada por el corregidor de Yauyos, Diego Dávila Briceño, en 1586, el nombre de Yauyos correspondía solo a un pequeño grupo ubicado en la zona sur de Yauyos y que, por hacerse conocidos por ser hábiles en la guerra, esta región tomó su nombre. Otro pueblos, en cambio, se dedicaban a diferentes actividades económicas, como Huaquis que se dedicaba a la agricultura y textilería, mientras que otros se dedicaban a la platería o alfarería. Esto permitió que existiera una dinámica económica basada en el intercambio de productos y prestación de servicios entre los pueblos que conformaban los Yauyos.
En esta época, las laderas de las montañas cercanas a Huaquis habrían sido aterrazadas para disponer de mayor cantidad de tierras destinadas a la agricultura. Se habrían trabajado los andenes del cerro Huamanchurco, que inician 400 m por encima de Huaquis y llegan hasta la ribera del río Cañete, así como los del Gran Maizal, una sucesión de terrazas irregulares y curvas que abarcan entre 40 y 50 hectáreas de extensión.

### Época Inca – Horizonte Tardío (sigloXV-XVI)
Entre 1438 y 1468, el general Capac Yupanqui, hermano de Pachacutec Inca Yupanqui, emprendió una serie de expediciones organizadas por el Inca con el fin de conquistar nuevos territorios para el Tahuantinsuyo. Según las crónicas, los Yauyos no pusieron resistencia, fueron anexionados al Tahuantinsuyo y formaron una alianza con el Inca, lo cual les permitió permanecer en sus tierras, además de conseguir ventajas y beneficios del Estado incaico. Incluso, apoyaron al Inca en sus guerras de expansión, muchas de las cuales fueron contra los grupos vecinos con quienes antes habían mantenido conflictos. Por ejemplo, luego de vencer al señor de Collique, recibieron los cocales de Quives (en la actual provincia de Canta, Lima) para ser trabajados y cultivar coca para el Estado.

### Época virreinal (sigloXVI-XIX)
Cuando llegaron los españoles, los Yauyos creyeron que podrían repetir las mismas alianzas que tuvieron con el Inca y recibir nuevos beneficios. Sin embargo, los españoles no conocían el modo de vida andino basado en conceptos de intercambio y reciprocidad. En 1534, el área de los Yauyos fue dividida en cinco repartimientos basados en los límites territoriales de sus grupos étnicos: Mama, Chaclla, Huarochiri, Atuntanyauyos y Mancos y Laraos. Alrededor de 1573, el corregidor de Yauyos, Diego Dávila Briceño, llevó a cabo la política del virrey Francisco Álvarez de Toledo de reducir las poblaciones indígenas y reubicarlas en pueblos coloniales recién fundados, conocidos como reducciones indígenas. Esto permitía facilitar la recaudación de tributos, administrar la mano de obra y llevar a cabo la evangelización. De este modo, trasladó a los habitantes de los más de 200 pueblos del territorio yauyo y los reubicó en los 39 pueblos que fundó. El subrepartimiento de Laraos estuvo conformado por siete pueblos: San Bartolomé de Tupi (Tupe), Santa Magdalena de Pampa, San Pedro de Cusi, San Francisco de Guanta, Santo Domingo de Atún Larao, San Francisco de Vitis y San Agustón de Guaquis. A diferencia de los demás pueblos que fueron ubicados en zonas bajas y accesibles, Huaquis continuó siendo habitado en el mismo lugar, aunque sufrió las modificaciones necesarias para adaptarse a los intereses de la nueva administración española. De este modo, en su plaza, se construyeron el templo colonial, la torre con el campanario y el hospital colonial.
En Mancos y Laraos se establecieron tres doctrinas para la evangelización con religiosos de la orden de Santo Domingo, compartiendo Guaquis un mismo curato o beneficio con los pueblos de San Francisco de Guanta, Santo Domingo de Atún Larao y San Francisco de Vitis. La evangelización trajo consigo mecanismos para desaparecer las antiguas creencias y suprimir todo tipo de ceremonias y rituales andinos. Estas prácticas rituales estuvieron consideradas idolatría, hechicería y brujería y, claro está, fueron prohibidas y castigadas. La adoración de los huacas, así como los rituales curativos o de intermediación con estas divinidades, persistieron décadas después mezclándose con elementos cristianos para que parecieran lícitos y cercanos a la fe impuesta. Aun así, esto no evitó que se lleven a cabo varios juicios por idolatría contra curanderos andinos con base en denuncias que realizaban los mismos indígenas, quienes ya se encontraban influenciados por la evangelización católica. En el siglo XVII d. C., el área ubicada entre Huaquis y Huañec se convirtió en refugio de naturales que, habiendo huido de otras reducciones, buscaban mantener sus prácticas de idolatría.

### Época republicana (sigloXIX–XX)
Apenas fundada la República del Perú, se creó la provincia de Yauyos en 1821 y, seguidamente en 1825, los distritos de Yauyos, Ayavirí, Huañec, Laraos, Omas, Tauripampa, Pampas (Colonia), Viñac y Chupamarca. En 1901, Huaquis dejó de pertenecer administrativamente a Laraos para formar parte del recién creado distrito de Carania. Posteriormente, en 1915, empezó a ser anexo de Huancaya.
En el siglo XIX d. C., Huaquis presentaba un gran atraso en comparación con los pueblos vecinos de origen colonial. La dificultad de su acceso, su accidentada topografía, la falta de servicios básicos y de una fuente de agua inmediata fueron los factores determinantes para su lento desarrollo. Además, el origen prehispánico del pueblo implicaba un continuo mantenimiento de las estructuras y restringía modificar sustancialmente el área de las viviendas. Intentando modernizar el pueblo, se construyó una escuela a un lado de la plaza para albergar a los estudiantes varones —las mujeres, por su parte, tomaban las clases sentadas en las gradas frente al templo. Sin embargo, debido a las dificultades que Huaquis presentaba, sus habitantes—que sumaban 278 personas en 1877— decidieron construir un nuevo pueblo acorde a los adelantos de los pueblos vecinos según el contexto de inicios del Siglo XX d. C.
El traslado hacia el nuevo pueblo llamado Miraflores se fue realizando gradualmente entre 1909 y 1919. La falta de recursos económicos para la construcción de Miraflores los obligó a desmantelar las antiguas casas de Huaquis. Las maderas del techo y el portón de la iglesia colonial fueron usadas para la construcción de la nueva iglesia, mientras que las viviendas también fueron desmanteladas dejando solo los muros y llevando todos los enseres a las nuevas casas de Miraflores. A pesar de que no quedó nadie viviendo en Huaquis, el sitio continuó siendo visitado. Los tendales —o patios— de las casas continuaron siendo usados para secar alimentos y la plaza siguió albergando a los pobladores en época de fiesta o para reunirlos para la limpieza de la acequia de Patuishinca.